# Franklin (Kalifornija)
Franklin je naseljeno područje za statističke svrhe u američkoj saveznoj državi Kalifornija. Prema popisu stanovništva iz 2010. u njemu je živjelo 6.149 stanovnika.